# Jakob ben Jakar

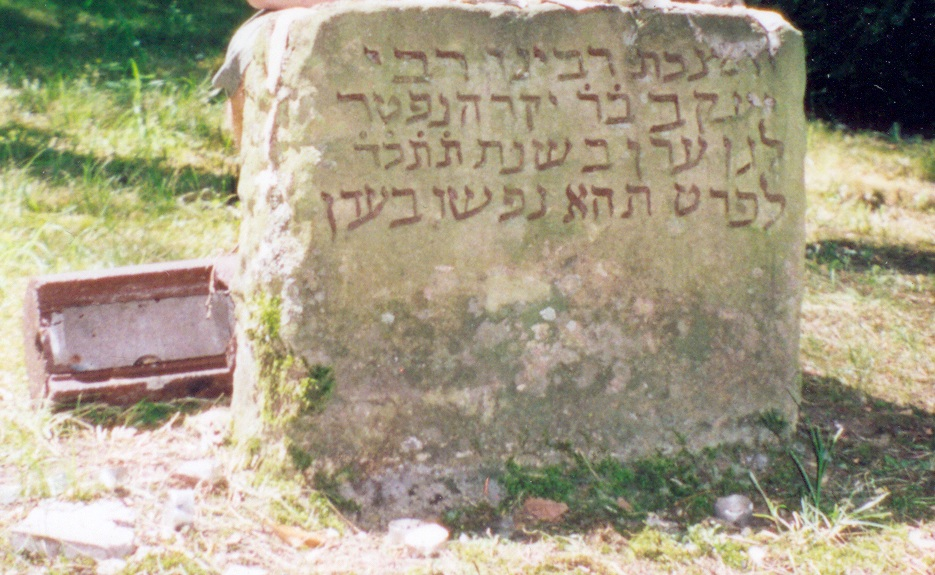
Grabstein des Jakob ben Jakar, gestorben 1064; auf dem Mainzer Judensand

Jakob ben Jakar († 1064 in Mainz) stammte aus Mainz und war um 1060 Leiter der Jeschiwa in Worms.
Er studierte zunächst bei Gerschom ben Jehuda in Mainz bzw. Magenza und war dann dort neben Elieser ben Isaak ben Josua (dem Großen) aus Worms als Lehrer tätig. Von dort ging er nach Worms. Zu seinen Schülern zählte dort auch Raschi von Troyes. Dass er auch die Jeschiwa in Paris geleitet habe, wurde in der älteren Literatur vertreten. Dafür gibt es aber keinen Beleg.
Überliefert ist, dass er als Autorität in Fragen der Halacha und der Literatur angesehen wurde.
Sein Grabstein wurde, als Spolie vermauert, 1922 in der ehemaligen Mainzer Stadtbefestigung gefunden.